# カジー・ラッセル
カジー・リー・ラッセル・ジュニア (Cazzie Lee Russell Jr., 1944年6月7日 - ) はアメリカ男子プロバスケットボールリーグNBAで活躍した元バスケットボール選手。イリノイ州シカゴ出身。

## 学生時代
カヴァー高校に通ったラッセルは1962年のシーズンには平均25得点を記録し、同校をシカゴ市のチャンピオンシップに導いたことで一躍注目を集め、卒業する頃には50以上の大学から勧誘を受けるまでになっていた。勧誘に訪れた人物の中にはシンシナティ大学出身のオスカー・ロバートソンも居たが、彼が進学先に選んだのはミシガン大学だった。ミシガン大を選んだ理由にはビル・バンティンとプレイできること、また同校は基本的にフットボールの大学であり、プレッシャーが少なくて済むというのもあった。

### ミシガン大学
ラッセルはミシガン大バスケットボールチームに栄光の時代をもたらした。ラッセルは2年生の1963-64シーズンの公式デビュー戦（当時のNCAA規定により1年生は試合に参加できなかった）でいきなり30得点を記録し、シーズン通算670得点は同校の新記録となった。ラッセルとビル・バンティンに率いられたミシガン大は1948年以来となるBig10トーナメント制覇を成し遂げ、NCAAトーナメントではFinal4進出を果たした。
1965年のNCAAトーナメントでは決勝まで勝ち進み、ラッセルは28得点をあげるが、ビル・ブラッドリー率いるUCLAの前に敗れた。1966年のNCAAトーナメント決勝では地区決勝で敗れてしまったが、ラッセル個人は30.4得点8.4リバウンド、フィールドゴール成功率51.8%、フリースロー成功率82.8%を記録し、AP通信選出のカレッジバスケットボール年間最優秀選手に選ばれている。
キャリア通算2163得点、平均27.1得点、1966年のカンファレンス決勝であげた48得点は同校の新記録となった。
ラッセルがプレイした3シーズンの間、ミシガン大のホームアリーナ、ヨースト・フィールド・ハウスのチケット入手は非常に困難であった。この1923年に建てられた古い総合体育館に、ラッセル見たさに詰め掛けた観衆を収容するのは不可能となり、ミシガン大は1965年からヨースト・フィールド・ハウスの2倍のキャパシティを誇るクライスラー・アリーナをホームとすることに決定した。このアリーナはしばしば「カジーが建設した家」と呼ばれており、現在アリーナの天井にはミシガン大の永久欠番となったカジーの背番号『33』が掲げられている。

## NBAキャリア

### ニューヨーク・ニックス
ラッセルは1966年のNBAドラフトで栄えある全体1位指名を受けてニューヨーク・ニックスに入団。ルーキーイヤー以来順調に成績を伸ばし、1968-69シーズンにはチーム2番目となる18.3得点4.2リバウンドを記録した。ウィリス・リード、ウォルト・フレイジャーら優秀な人材を揃えたニックスは1969-70シーズンには60勝をあげ、プレーオフを勝ち抜いてついにはチーム史上初の優勝を遂げる。ニックスにとっては正に全盛期と言えるこの時期を、ラッセルは主にシックスマンとして支えた。
ニックスの初優勝は第7戦におけるリードの故障を押しての気迫のプレイが有名だが、しかしこの強行出場が災いして以降リードは怪我に悩まされ続けた。このためニックスはリードにかわるポストプレイヤーを探すようになり、そしてラッセルは1970-71シーズンを最後にジェリー・ルーカスとのトレードのためにゴールデンステート・ウォリアーズに移籍することになった。

### ゴールデンステート・ウォリアーズ
ニックスではベンチスタートだったラッセルは、ウォリアーズではネイト・サーモンド、ジェフ・マリンズらと共にチームの主力を担うようになり、移籍1年目の1971-72シーズンは21.4得点5.4リバウンドと大きく成績を伸ばした。ラッセルはこのウォリアーズで全盛期を迎え、このシーズンには初のオールスターに選出され、1973-74シーズンにはキャリアハイとなる23.6得点を記録している。

### レイカーズ／ブルズ
フリーエージェントとなったラッセルは1974-75シーズンにロサンゼルス・レイカーズに移籍。レイカーズに移籍したその年、故障でシーズンの半分を欠場したラッセルは1975-76シーズンには平均11.8得点まで成績が落ち込んだが、翌1976-77シーズンには16.4得点まで持ち直した。しかし新シーズンが開幕する直前に、突然の解雇を言い渡され、ラッセルは3シーズンでレイカーズを去ることになった。
ラストシーズンはシカゴ・ブルズで過ごし、1977-78シーズンを最後に現役から引退した。NBA通算成績は12シーズン817試合の出場で、12,377得点3,068リバウンド、平均15.1得点3.8リバウンドだった。

## コーチキャリア
引退後はコーチとしてのキャリアを歩み、1981年にはCBAのランカスター・ライトニングのヘッドコーチに就任し、1981-82シーズン優勝に導いた。リーグ決勝戦では故障者の発生により、現役復帰も遂げている。1996年からはサバンナ美術大学バスケットボールチームのコーチとなっている。